# Lijst van tijdschriften in Nederland
Dit is een lijst van tijdschriften in Nederland met een lemma op Wikipedia.

## Computer(spellen) en ICT
- AG Connect
- Computable
- Computer Idee
- Computer!Totaal
- Control
- C't
- Digitaalgids
- Emerce
- GMR
- NGamer
- PC-Active
- Gameplay
- Power Unlimited

## Film
- Skrien

## Fotografie
- Focus

## Huis, tuin en natuur
- Landleven
- Roots
- Groei & Bloei

## Literair
- Boekenpost
- Circumplaudo
- Das Magazin
- De Gids
- De Nieuwe Gids
- De Tweede Ronde
- Den Gulden Winckel
- DW B
- Hollands Maandblad
- Kunstschrift
- Lust en Gratie
- Maatstaf
- Noachs kat
- Op Ruwe Planken
- Parmentier
- Passionate Magazine
- Poëziekrant
- Propria Cures
- Renaissance
- Revisor
- Tzum
- Yang

## Muziek
- Aardschok
- Aloha
- Doctor Jazz Magazine
- FRET
- HebbeZ!
- Hitkrant
- Hitweek
- Luister
- Lust for Life
- Musicmaker
- Muziek Expres
- Muziek Parade
- Muziekkrant OOR
- Popfoto
- Tuney Tunes

## Onderwijs
- Didactief
- Euclides (tijdschrift)
- Pythagoras (tijdschrift)

## Opinie
- Elsevier Weekblad
- De Groene Amsterdammer
- HP/De Tijd
- Maarten!
- OneWorld
- Opinio
- Optimist
- Opzij
- Ravage
- Roodkoper
- De Roskam
- Vrij Nederland

## Pornografie
- Candy
- Chick

## Religie
- Bewaar het Pand
- De Nieuwe Koers
- Elisabethbode
- Het Gekrookte Riet
- HebbeZ!
- Israel Today
- Kerk & Leven
- Nieuw Israëlietisch Weekblad
- Om Sions Wil
- Radix
- Schrift
- Terdege
- Tertio
- Visie (EO)
- De Waarheidsvriend
- De Wekker

## Sport
- ELF Voetbal
- Hard gras
- NUsport
- Runner's World
- Voetbal International
- Wielerglorie

## Strips en jeugd
- AniWay
- Break-Out!
- Bobo
- CosmoGirl!
- Donald Duck
- Eppo
- Girlz!
- Katrien
- KIJK
- Kuifje
- Nickelodeon Magazine
- National Geographic Junior
- PAUZE Magazine
- Penny
- Pep
- Rebellenclub
- Samsam
- Sjors (aanvankelijk Sjors van de Rebellenclub)
- Taptoe
- Tina
- Titanic
- W.I.T.C.H.
- Zone 5300
- Zo Zit Dat

## Vervoermiddelen
- Autokampioen
- Auto Review
- AutoWeek
- Avia Vliegwereld
- De Blauwe Wimpel
- Motor
- MOTO73
- Rail Magazine
- Railhobby
- Top Gear Magazine
- Truckstar

## Werk
- Intermediair
- Overheidsmanagement

## Wetenschap
- AGORA
- Bijdragen en Mededelingen betreffende de Geschiedenis der Nederlanden
- BLIND!
- Chemisch Weekblad
- Computable
- De Connectie
- De Ingenieur
- De Economist
- Economisch Statistische Berichten
- Eos
- Euclides (tijdschrift)
- Filosofie-Tijdschrift
- Historisch Tijdschrift Groniek
- Historia
- KIJK
- Medium
- National Geographic
- Nederlands Tijdschrift voor Geneeskunde
- Nederlands Tijdschrift voor Natuurkunde
- Nieuw Archief voor Wiskunde
- NWT Magazine, voormalig Natuur & Techniek
- Onze Taal
- Pythagoras
- Schrift
- Technisch Weekblad
- Tijdschrift voor Sociale en Economische Geschiedenis
- Quest
- Wereld in Oorlog
- Wetenschap in beeld
- Zenit

## Overig
- AFRO Magazine
- Aktueel
- Actuele Onderwerpen
- Consumentengids
- Cosmopolitan
- Delicious
- Elegance
- Esta
- FHM
- Flair
- Freewave
- Gandalf
- Genoeg
- Geldgids
- Gezondgids
- Gifkikker
- Glamour
- Het Beste
- Kampioen
- Knipmode
- Koi Wijzer
- Kunstbeeld
- Kunstschrift
- La vie en Rose
- Libelle
- LINDA.
- Margriet
- Marie Claire
- Maxim
- Men's Health
- Nieuwe Revu
- Ons Amsterdam
- Opzij
- Panorama
- ParaVisie
- Penthouse
- Playboy
- Playgirl
- Plus Magazine
- Poker Magazine
- Postbus 777
- Privé
- Quote
- Reader's Digest
- Reisgids
- SEN Magazine
- sQueeze
- Story
- Tubelight
- Viva
- Vriendin
- Wordt Vervolgd
- Yes
- Zens
- Zin